# Heinz Fraenkel-Conrat

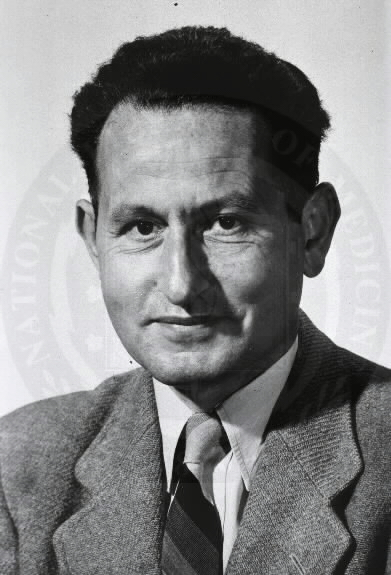
Heinz Fraenkel-Conrat. Fotografie aus den 1950er Jahren

Heinz Ludwig Fraenkel-Conrat (* 29. Juli 1910 in Breslau; † 10. April 1999 in Oakland) war ein deutsch-US-amerikanischer Biochemiker, der vor allem wegen seiner virologischen Arbeiten zum Tabakmosaikvirus (TMV) bekannt wurde.

## Leben
Fraenkel-Conrat war Sohn des Gynäkologen Ludwig Fraenkel. Er studierte zunächst Medizin an der Universität seiner Heimatstadt, wo er das Studium 1933 abschloss. Aufgrund der Machtergreifung der Nationalsozialisten war ihm eine weitere akademische Karriere in Deutschland nicht möglich, da er nach den Kriterien der Nazis als Jude galt. Er emigrierte zunächst nach Schottland, wo er 1936 an der Universität von Edinburgh den Grad eines „Ph.D.“ erwarb. 1936 emigrierte er in die Vereinigten Staaten, wo er an verschiedenen Institutionen wissenschaftlich tätig war (u. a. Rockefeller Institut in New York City). Seit 1952 war er Mitglied der Fakultät der Universität von Kalifornien, Berkeley.
Sein wissenschaftliches Hauptthema waren virologische Fragestellungen und hier insbesondere das Tabakmosaikvirus. Er konnte das Virus in Ribonukleinsäure (RNA) und Proteinbestandteile zerlegen und zeigen, dass die Nukleinsäure des Virus alleine infektiös war und somit den genetischen Code des Virus enthielt. 1960 gelang ihm mit Mitarbeitern die komplette Sequenzierung des 158-Aminosäuren-TMV-Hüllproteins, das damals das größte Protein war, dessen Sequenz bekannt war.
Für seine Arbeiten erhielt er zahlreiche Auszeichnungen, unter anderem 1958 den Albert Lasker Award for Basic Medical Research. 1974 wurde er in die American Academy of Arts and Sciences und in die National Academy of Sciences gewählt. Bis in das hohe Lebensalter blieb er wissenschaftlich aktiv und wurde dabei von seiner Frau, Bea Singer, die ebenfalls Wissenschaftlerin in Berkeley war, unterstützt.
Er arbeitete auch in Brasilien und später in den USA mit seinem Schwager Karl Slotta über Schlangengifte.

## Publikationen (Auswahl)
- H. Fraenkel-Conrat, B. Singer: Virus reconstitution and the proof of the existence of genomic RNA. In: Philosophical Transactions of the Royal Society of London. Series B: Biological Sciences. Band 354, Nr. 1383, 29. März 1999, ISSN 0962-8436, S. 583–586, doi:10.1098/rstb.1999.0409, PMID 10212937, PMC 1692543 (freier Volltext).
- H. Fraenkel-Conrat: Early days of protein chemistry. In: FASEB journal: official publication of the Federation of American Societies for Experimental Biology. Band 8, Nr. 6, 1. April 1994, ISSN 0892-6638, S. 452–453, doi:10.1096/fasebj.8.6.8168696, PMID 8168696.
- H. Fraenkel-Conrat: Chemie und Biologie der Viren. Fischer Verlag, Stuttgart und Jena 1974, ISBN 978-3-437-30140-7 (englisch: The Chemistry and Biology of Viruses. New York; London 1969.).
- H. Fraenkel-Conrat, R. C. Williams: Reconstitution of Active Tobacco Mosaic Virus from its Inactive Protein and Nucleic Acid Components. In: Proceedings of the National Academy of Sciences of the United States of America. Band 41, Nr. 10, 15. Oktober 1955, ISSN 0027-8424, S. 690–698, doi:10.1073/pnas.41.10.690, PMID 16589730, PMC 528165 (freier Volltext).